# Panorpa acuta
Panorpa acuta är en näbbsländeart som beskrevs av Carpenter 1931. Panorpa acuta ingår i släktet Panorpa och familjen skorpionsländor. Inga underarter finns listade i Catalogue of Life.